# Trochalus ukerewius
Trochalus ukerewius är en skalbaggsart som beskrevs av Hermann Julius Kolbe 1913. Trochalus ukerewius ingår i släktet Trochalus och familjen Melolonthidae. Inga underarter finns listade i Catalogue of Life.